# Ad-Dakahlijja

Lokalizacja muhafazy

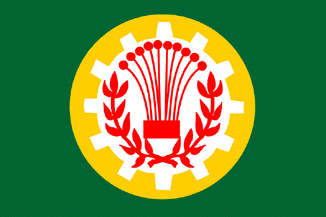
Flaga muhafazy

Ad-Dakahlijja (arab. الدقهلية) – prowincja gubernatorska (muhafaza) w Egipcie, w północnej części.  Zajmuje powierzchnię 3538,23 km². Stolicą administracyjną jest Al-Mansura.
Według spisu powszechnego w listopadzie 2006 roku populacja muhafazy liczyła 4 989 997 mieszkańców, natomiast według szacunków 1 stycznia 2015 roku zamieszkiwało ją 5 949 001 osób.